# Knyszyn (powiat białostocki)
Knyszyn – dawna osada leśna w Polsce położona w województwie podlaskim, w powiecie białostockim, w gminie Dobrzyniewo Duże.
Nazwę zniesiono 1.01.2021 r.
W latach 1975–1998 miejscowość administracyjnie należała do województwa białostockiego.